# Marcos Morínigo
Marcos Antonio Morínigo Fleytas (ur. 1848, zm. 1901) – paragwajski polityk, prezydent Paragwaju od 8 czerwca do 25 listopada 1894  a następnie wiceprezydent do 9 czerwca 1904.